# John Sumegi
John Sumegi, né le 27 octobre 1954 à Orange (Nouvelle-Galles du Sud), est un kayakiste australien.

## Carrière
John Sumegi remporte la médaille d'argent en kayak monoplace (K1) 500 mètres aux Championnats du monde 1979 se tenant à Duisbourg. Il est ensuite vice-champion olympique de K1 500 mètres aux Jeux olympiques d'été de 1980 à Moscou. 